# Magnhild Oddsdatter
Magnhild Oddsdatter, född 1425, död 1499, var en norsk storgodsägare. Hon var ägare av Grefsheim på Nes i Hedemarken från 1449 till 1499. Hon var en mycket aktiv och välkänd godsförvaltare som reste omkring mellan sina olika gods i Norge och direktstyrde dem som föräningar, något som var ganska ovanligt i Norge under hennes samtid.  